# Barbula ventanica
Barbula ventanica är en bladmossart som beskrevs av C. Müller 1897. Barbula ventanica ingår i släktet neonmossor, och familjen Pottiaceae. Inga underarter finns listade i Catalogue of Life.